# 946
946 (CMXLVI) var ett normalår som började en torsdag i den julianska kalendern.

## Händelser

### Maj
- 10 maj – Sedan Marinus II har avlidit några dagar tidigare väljs Agapetus II till påve.
- 26 maj – När den engelske kungen Edmund blir mördad i ett bråk med den fredlöse Leofa efterträds han som kung av England av sin bror Edred.

## Födda
- Silvester II, född Gerbert d'Aurillac, påve 999–1003 (född detta år, 945 eller 950)
- Theodora (Konstantin VII:s dotter), bysantinsk kejsarinna.

## Avlidna
- Början av maj – Marinus II, påve sedan 942
- 26 maj – Edmund I, kung av England sedan 939 (mördad)
- Edith av England, drottning av Tyskland och hertiginna av Sachsen.